# Macrojoppa rufa
Macrojoppa rufa là một loài tò vò trong họ Ichneumonidae.